# Педагогическая психология
Педагоги́ческая психоло́гия, или психоло́гия образова́ния — раздел психологии, изучающий методы обучения и воспитания, повышающие эффективность выполнения образовательных задач, эффективность педагогических мер, улучшающие психологические аспекты преподавания и т. д. По предмету и методу тесно примыкает к социальной психологии, с одной стороны, и когнитивной психологии — с другой.

## История становления
Не считая общих идей, заложенных философами древности, в развитии педагогической психологии выделяют три этапа:
- общедидактический этап (середина XVII — конец XIX веков),
- этап оформления в самостоятельную область (до начала 50-х годов XX века),
- этап разработки теоретических основ психологических теорий обучения (до нашего времени).[1]

### Истоки психологии обучения
Истоки психологии обучения восходят к ранним этапам человеческой истории, когда обучение было неотъемлемой частью выживания и культурного развития. В разных обществах формировались уникальные подходы к передаче знаний и навыков, которые закладывали основы современных представлений о процессе обучения.

#### Первобытное общество
В первобытных обществах обучение происходило через наблюдение и подражание. Основной целью было передать жизненно важные навыки, такие как охота, изготовление орудий, земледелие и проведение ритуалов. Знания передавались устно, в форме мифов, преданий и песен, что способствовало сохранению коллективного опыта.

#### Древний Восток
В обществах Древнего Востока — в Египте, Месопотамии, Индии и Китае — возникли первые школы.
•	Египет: Школы писцов (дом жизни) при храмах обучали детей письму, счету и религиозным текстам. Обучение основывалось на многократном повторении и дисциплине.
•	Месопотамия: Шумерские и вавилонские школы обучали астрономии, математике и юриспруденции. Ученики изучали клинопись и законы, такие как Кодекс Хаммурапи.
•	Индия: Система образования включала обучение в гурукулах, где знания передавались от учителя к ученику. Особое внимание уделялось философии, аюрведе и религиозным текстам (Веды).
•	Китай: Конфуций (551–479 гг. до н. э.) заложил основы педагогики, акцентируя внимание на нравственном воспитании, уважении к старшим и роли учителя.

#### Античный мир
В Древней Греции и Риме философия играла ключевую роль в развитии идей обучения:
•	Сократ (469–399 гг. до н. э.) разработал метод диалога, который стимулировал критическое мышление.
•	Платон (427–347 гг. до н. э.) в «Государстве» описывал идеальную систему образования, основанную на этапах духовного развития.
•	Аристотель (384–322 гг. до н. э.) предложил концепцию обучения через опыт и эмпирическое познание.
•	Квинтилиан (35–100 гг. н. э.) в трактате «Обучение оратору» подчеркивал важность последовательного и практического подхода к обучению.

#### Византия
Византийская система образования была тесно связана с христианством. Основные учебные заведения — монастырские и патриаршие школы:
•	Иоанн Дамаскин (675–749 гг.) развивал идеи нравственного воспитания и важности теологического знания.
•	Система обучения включала изучение богословия, грамматики, риторики и логики, сохраняя античные традиции.

#### Средневековый Восток
Исламский мир внес значительный вклад в развитие образования:
•	Аль-Фараби (872–950 гг.) и Авиценна (980–1037 гг.) разрабатывали идеи об индивидуальном подходе к обучению.
•	В медресе (исламских школах) преподавались не только религиозные дисциплины, но и науки — математика, медицина, астрономия.
•	Авиценна в «Книге исцеления» подчеркивал важность логического мышления и опыта.

#### Средневековая Европа
Средневековая Европа сохранила традиции античного образования через монастырские и кафедральные школы:
•	Каролингское возрождение (VIII–IX вв.) способствовало развитию школ при монастырях и дворцах.
•	В университетах, появившихся в XII–XIII веках (Париж, Болонья, Оксфорд), преподавались «семь свободных искусств» и теология.
•	Фома Аквинский (1225–1274 гг.) разработал систему обучения, основанную на синтезе разума и веры.

#### Древняя Русь
Становление системы обучения на Руси связано с принятием христианства в 988 году:
•	При князе Владимире Святославиче (960–1015 гг.) открывались первые школы при храмах и монастырях.
•	Ярослав Мудрый (978–1054 гг.) основал школу в Софийском соборе Киева, где обучались дети знати.
•	Основное внимание уделялось обучению грамоте, церковнославянскому языку и богословию. Важную роль в распространении письменности сыграли монахи, такие как Нестор Летописец.

### Общедидактический этап
Исторически первым существенным трудом по практике обучения стала книга Я. А. Коменского «Великая дидактика», законченная им в 1632 году. В ней он впервые предложил систему школ, направленных на качественное образование как можно большего числа детей, ввёл концепцию классно-урочного образования, а также сформулировал принципы нравственного воспитания подрастающего поколения.

## Социальное, нравственное и когнитивное развитие

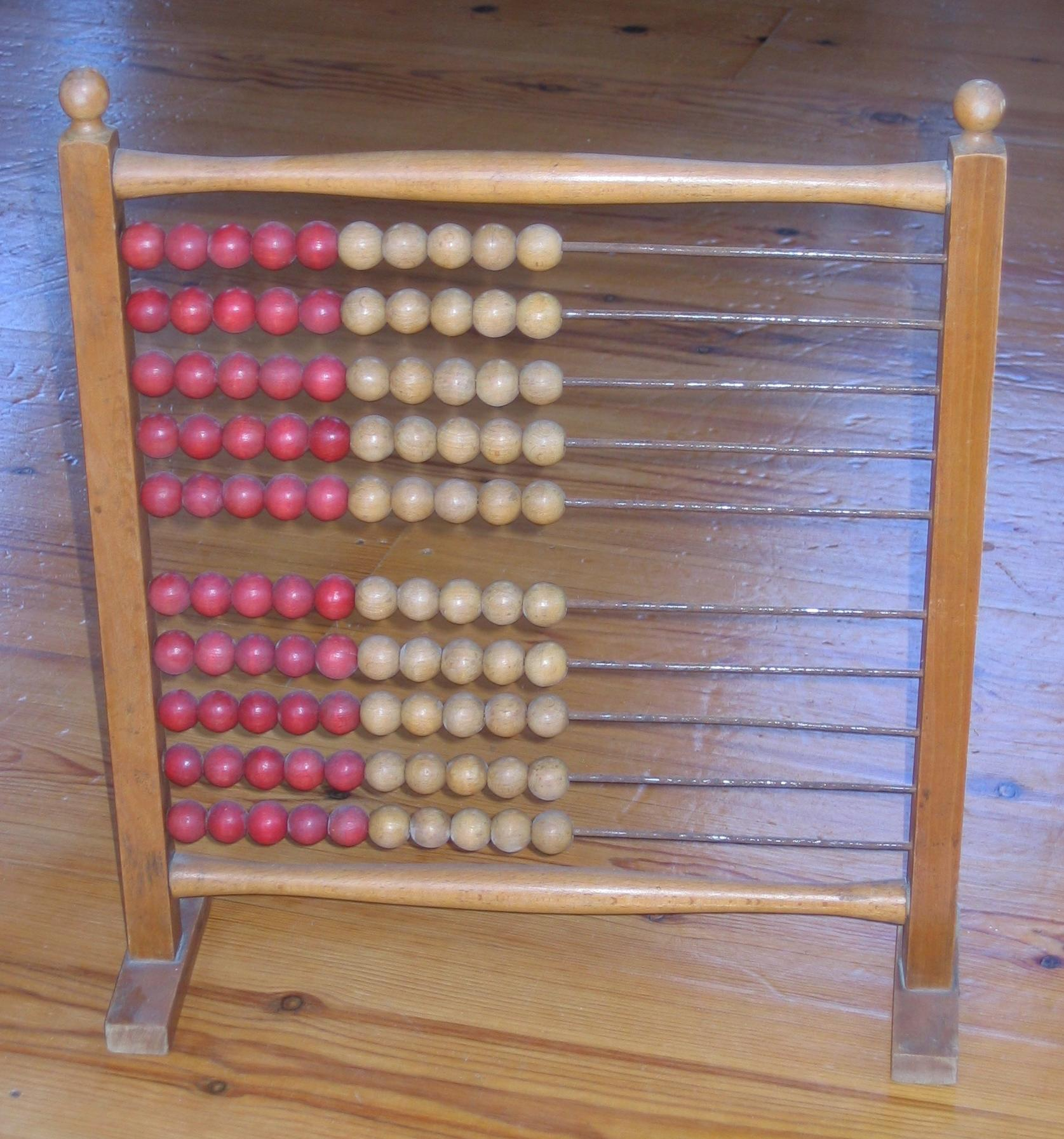
Абак позволяет получить реальные представления при изучении абстрактных понятий.

Для понимания особенностей обучающихся разного возраста — детей, подростков, взрослых и пожилых людей — педагогическая психология создаёт и применяет теории человеческого развития. Теории развития, зачастую представляемые последовательностью стадий, которые проходят люди по мере взросления, описывают изменения умственных способностей (когнитивности), социальных ролей, нравственных суждений, а также убеждений относительно природы знаний.
Так, специалисты по педагогической психологии провели исследования по применению в образовательном процессе теории когнитивного развития Жана Пиаже, согласно которой дети по мере взросления проходят 4 стадии когнитивных способностей. Пиаже предложил гипотезу, что дети младше приблизительно 11 лет не способны к абстрактному логическому мышлению, и следовательно, до этого возраста они должны обучаться на конкретных вещах и примерах. Исследователи выяснили, что переходы (такие как от конкретного мышления к абстрактному) не происходят одновременно во всех сферах знаний. Например, ребёнок может мыслить абстрактно в математике, но оставаться ограниченным конкретным мышлением, рассуждая об отношениях между людьми. Возможно, наиболее долгоживущим вкладом Пиаже является его идея о том, что люди активно создают своё понимание посредством саморегулирующего процесса.
Пиаже предложил теорию развития нравственных суждений, согласно которой дети развиваются, заменяя изначально наивное, основанное на поведении, понимание нравственности более совершенным, основанным на стремлениях. Взгляды Пиаже на нравственное развитие были конкретизированы Лоренцом Кольбергом в его теории поэтапного нравственного развития. Имеются свидетельства, что процессы принятия нравственных решений, описанные в поэтапных теориях, недостаточны для объяснения нравственного поведения. В частности, для объяснения буллинга («задирания») требуются другие факторы, например, модели (в социально-когнитивной теории нравственности).
Модель детского развития Рудольфа Штейнера устанавливает взаимосвязи между физическим, эмоциональным, когнитивным и нравственным развитием, формируя понятия стадий развития, схожие с теми, которые позднее были описаны Пиаже.
Теории развития иногда представлены не как перемещения между качественно различными состояниями, а как постепенные улучшения различных характеристик. Развитие эпистемологических убеждений (убеждений относительно знаний) было описано в терминах последовательных изменений во взглядах людей насчёт: точности и постоянства знаний, неизменности способностей и надёжности авторитетов (учителей и экспертов). Люди развивают более утончённые взгляды на знания по мере накопления опыта и взросления.

### Чувства серьёзности и воображения
Дети должны учиться развивать чувство серьёзности — способность различать степени серьёзности — так как оно влияет на количество проступков и потраченного времени; например, для ребёнка важно различить такие степени в предостережениях типа: «не ёрзай» и «не забудь посмотреть по сторонам, когда переходишь дорогу», которые имеют схожую лингвистическую и нормативную структуру, но разные уровни серьёзности.

## Индивидуальные различия и недостатки

Пример задачи в тесте на когнитивные способности.

Каждый человек имеет индивидуальный набор характеристик, способностей и сложных задач, который формируется предрасположенностью, обучением и развитием. Этот набор проявляется в индивидуальных различиях интеллекта, способности к творчеству, когнитивного стиля, мотивации, а также способностях обрабатывать информацию, общаться и устанавливать отношения с другими. Наиболее распространённые формы расстройств и неспособностей у детей школьного возраста — это синдром дефицита внимания и гиперактивности (СДВГ), необучаемость, дислексия и расстройство речи. Менее распространены умственная отсталость, нарушение слуха, детский церебральный паралич, эпилепсия и слепота.
Хотя теории интеллекта обсуждались философами со времён Платона, тестирование интеллекта — это изобретение педагогической психологии, и методики тестирования эволюционируют вместе с развитием этой дисциплины. Непрерывные дебаты о природе интеллекта вращаются вокруг вопроса о том, характеризуется ли он одним фактором (так называемым фактором общего интеллекта) или множественными факторами (например, в теории множественного интеллекта Говарда Гарднера), и может ли он быть измерен в принципе. На практике для определения того, требуется ли ребёнку индивидуальная учебная программа, в экономически развитых странах применяются стандартизированные инструменты, такие как шкала интеллекта Стенфорда — Бине или детский тест интеллекта Векслера (WISC). Дети, признанные «одарёнными», часто обучаются по ускоренным или интенсивным программам. Дети, у которых были найдены какие-либо дефициты, могут обучаться по программам, развивающим те или иные навыки, например, фонологическую компетентность. Помимо базовых способностей, имеют значение также индивидуальные качества: более добросовестные и мечтающие люди добиваются лучших результатов в учёбе, даже с поправкой на интеллект и прошлые результаты.

## Обучение и когнитивность
Два основных допущения, лежащих в основе формального обучения, состоят в том, что учащиеся: (а) сохраняют знания и умения, приобретённые в школе, и (б) могут применить их в реальном мире за пределами аудитории. Вопрос, однако, заключается в том, насколько эти допущения верны. Исследования показали, что даже если учащиеся говорят о том, что школьные знания ими не используются, значительная часть полученных знаний сохраняется долгие годы, причём степень сохранности строго зависит от начального уровня успеваемости. Исследование 1998 года выявило, что студенты университета, бравшие курс по психологии детского развития и достигшие высоких оценок, через 10 лет сохранили в памяти в среднем 30 % знаний, в то время как у тех, кто получал средние и низкие оценки, этот показатель был на уровне 20 %. На второй (и основной) вопрос — как много полученных знаний переносятся на задачи вне формальной учебной среды, и как этот перенос происходит — нет однозначного ответа. Некоторые психологи утверждают, что данных исследований относительно этой формы дальнего переноса пока недостаточно, другие говорят о многочисленных свидетельствах дальнего переноса в определённых предметных областях. Теории обучения, использовавшиеся в педагогической психологии, формировались и конкурировали в рамках нескольких психологических подходов: бихевиоризма, когнитивизма, социально-когнитивной теории и конструктивизма. Далее будет кратко рассмотрено, как теории педагогической психологии развивались в каждом из этих подходов.

### Бихевиористский подход
Прикладной анализ поведения — набор методик, основанных на поведенческих принципах оперантного обусловливания, — показывает эффективность в разнообразных образовательных средах. Например, учителя могут корректировать поведение учащихся, систематически поощряя тех из них, кто соблюдает аудиторные правила, похвалой, звёздочками или жетонами, которые можно обменять на различные вещи. Несмотря на доказанную эффективность подобных «наград» в изменении поведения, их применение в образовательном процессе критикуется сторонниками теории самоопределения, утверждающими, что похвала и другие знаки поощрения подтачивают внутреннюю мотивацию. Имеются данные о том, что материальное поощрение снижает внутреннюю мотивацию в некоторых случаях: например, когда учащийся уже сильно мотивирован для выполнения задачи. В то же время результаты, демонстрирующие негативные эффекты, уравновешиваются свидетельствами того, что в ряде других ситуаций поощрение усиливает внутреннюю мотивацию: в частности, когда оно даётся за достижение постоянно увеличивающегося уровня работоспособности. Многие эффективные виды терапии, такие как обучение основным реакциям, использующееся для лечения расстройств аутистического спектра, основаны на принципах прикладного анализа поведения.

### Когнитивный подход
В среде современных специалистов по педагогической психологии когнитивный подход более распространён, чем бихевиористский, возможно, потому что он признаёт причинную связь таких психических конструкций, как качества, мнения, воспоминания, мотивации и эмоции. Когнитивные теории утверждают, что структуры памяти определяют, как информация воспринимается, обрабатывается, хранится, извлекается и забывается. Например, в теории двойного кодирования Аллана Пайвио описываются раздельные, но связанные друг с другом, зрительная и вербальная системы памяти. Специалисты по педагогической психологии используют эту теорию, а также теорию когнитивной нагрузки, для объяснения того, как люди обучаются по мультимедийным презентациям.

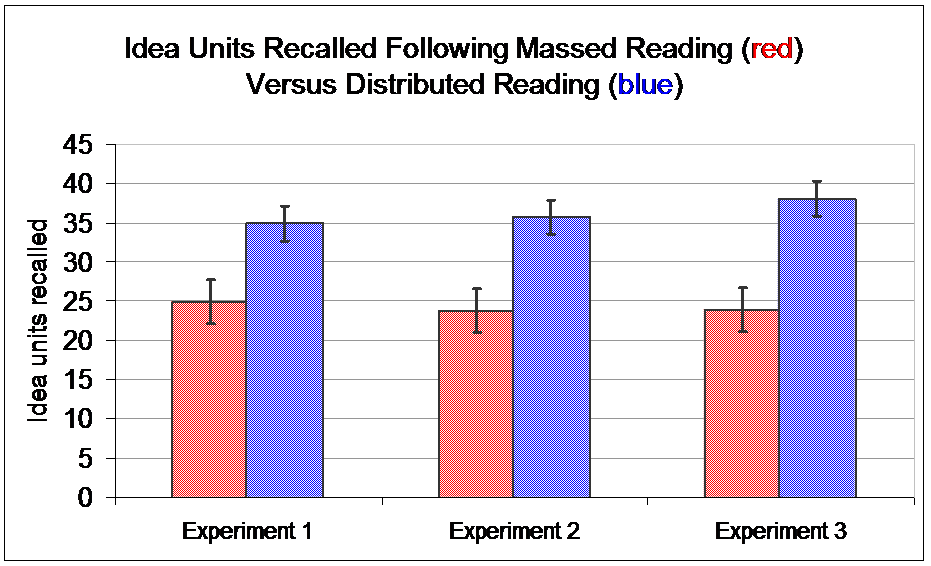
Три эксперимента, проведённых Д. Кругом, Т. Дэвисом и Дж. Гловером, показали, что повторное прочтение текста через неделю (распределённое научение) даёт преимущество в запоминании, чем если бы текст повторялся сразу (концентрированное научение).

Эффект распределённого научения, когнитивное явление, находящее полную поддержку психологическими исследованиями, широко распространено в образовательном процессе. Так, обнаружилось, что учащиеся лучше проходят проверку знаний об отрывке текста, если повторное чтение происходило спустя какое-то время, а не сразу (см. рис.). Исследования в рамках педагогической психологии подтвердили возможность применения других открытий из области когнитивистики, например, преимущества использования мнемотехник, как для кратковременного, так и для долговременного усвоения информации.
Решение задач, расцениваемое многими когнитивными психологами как основополагающий фактор обучения, является важным предметом исследований в педагогической психологии. Считается, что учащийся воспринимает задачу путём соотнесения её с некоторой схемой, извлекаемой из долговременной памяти. Задача, с которой сталкивается учащийся при прочтении, называется «активацией». Это происходит, когда представление текста учащимся заносится в рабочую память. Это позволяет учащемуся продолжать чтение материала, не усваивая его, но в то же время сохраняя в памяти. Когда рабочая память освобождается от представлений текста учащимся, происходит процесс «деактивации». По завершении этого процесса учащийся имеет понимание материала и продолжает сохранять его в памяти. Если деактивация происходит во время первого прочтения, во время второго прочтения этот процесс необязателен. Учащемуся лишь необходимо перечитать текст, чтобы понять основную мысль и освежить память. Если задача соотнесена с неправильной схемой, внимание учащегося впоследствии уходит от деталей задачи, несовместимых с принятой схемой. Ключевой этап — нахождение соответствия между задачей и ранее существовавшей схемой — часто приводится в поддержку рассмотрения мышления, основанного на аналогиях, как центрального фактора для решения задач.

### Теории развития
Психология развития и, особенно, теории когнитивного развития позволяют рассмотреть педагогическую психологию с особой стороны, благодаря тому, что педагогика и психология когнитивного развития сходятся в ряде основных допущений. Во-первых, психология когнитивного развития определяет человеческую когнитивную способность на последовательных стадиях развития, в то время как образование ставит своей целью помочь студентам приобрести знания и развить умения и навыки, совместимые с их способностями к пониманию и решению задач в различном возрасте. Таким образом, знание ступени естественного хода развития обучающегося поможет определить, какого рода и уровня знания он может усвоить; в свою очередь, эта информация может быть использована как каркас, чтобы распределить учебный материал по школьной программе. Это и есть причина того, что теория когнитивного развития Пиаже была столь значимой для педагогики, особенно для обучения математике и естественным наукам. Теории нео-Пиаже развивают эту идею, но, в дополнение в вышеуказанному, предполагают, что распределение учебного материала должно учитывать также способности к обработке информации и развитие рабочей памяти, которые характеризуют возрастной уровень обучающегося.
Во-вторых, психология когнитивного развития затрагивает понимание того, как происходят когнитивные изменения, а также идентификацию факторов и процессов, которые способствуют развитию когнитивной компетентности. Педагогика также пользуется понятием когнитивного изменения, так как созидание знания требует применения эффективных методов обучения, которые повысят уровень понимания предмета учащимся. Такие методики, как обдумывание реальных или мысленных действий, столкновение альтернативных способов решения задачи «лицом к лицу», привязка новых понятий или алгоритмов к символам, позволяющим быстрее их вспоминать и оперировать ими, — всего лишь несколько примеров того, как механизмы теорий когнитивного развития могут быть применены для упрощения обучения.
Наконец, психология когнитивного развития изучает индивидуальные различия в организации когнитивных процессов и способностей, в их скорости изменения и в их механизмах изменения. Принципы, лежащие в основе внутри- и межиндивидуальных различий, могут быть очень полезны для обучения, так как знание отличий студентов в различных характеристиках когнитивного развития (например, способностей к обработке или представлению знаний, пониманию самих себя и саморегуляции), а также в различных областях понимания (математического, научного, вербального) позволит учителю принять во внимание нужды каждой отдельной группы студентов.

### Социально-когнитивный подход
Социально-когнитивная теория — это чрезвычайно влиятельный синтез поведенческих, когнитивных и социальных элементов, первоначально разработанный специалистом по педагогической психологии Альбертом Бандурой. В первоначальном, нео-бихевиористском её варианте, называемом теорией социального научения, Бандура подчеркнул важность имитационного научения, при котором поведение обучающегося изменяется в результате наблюдения за поведением других людей и их результатами. Теория идентифицировала ряд факторов, определяющих, будут ли наблюдения за моделью влиять на поведенческие или когнитивные изменения. Эти факторы включают: уровень развития обучающегося, воспринимаемый авторитет и компетентность модели, достигнутый моделью результат, значимость действий и результатов модели по отношению к целям обучающегося, а также самоэффективность. Последнее понятие, введённое Бандурой и сыгравшее важную роль в последующих вариантах теории, означает веру обучающегося в свою способность выполнить смоделированное поведение.
Эксперимент, проведённый Дейлом Шунком и Антуанеттой Хэнсон, которые наблюдали за учениками 2-го класса, испытывавшими ранее трудности в обучении вычитанию, являет собой пример исследования для теории социального научения. Одна группа учеников наблюдала пример на вычитание, выполненный учителем, а затем выполняла самостоятельные упражнения. Вторая группа наблюдала за примерами на вычитание, выполняемыми другими учениками 2-го класса, после чего выполняла те же упражнения, что и первая группа. Ученики, наблюдавшие за сверстниками, достигли лучшего результата в контрольной работе по вычитанию, а также показали большую степень уверенности в своих способностях. Результат эксперимента подтвердил гипотезу, что воспринимаемое учащимися сходство с моделью повышает самоэффективность, способствуя лучшему усвоению моделируемого поведения. Предполагается, что моделирование поведения сверстников особенно действенно для учащихся с низкой степенью самоэффективности.
С середины 1990-х годов множество исследований в педагогической психологии посвящены разработке теорий саморегулируемого обучения и метакогнитивности. Эти теории отталкиваются от того, что успешные студенты характеризуются активностью и самостоятельностью, они созидают знание путём постановки целей, анализа задач, планирования стратегий и наблюдения за своими мыслями. Исследования показали, что учащиеся, у которых целеполагание и самонаблюдение развиты лучше, проявляют больше внутреннего интереса к задачам и обладают большим уровнем самоэффективности, и что «обучение стратегиям обучения» положительно влияет на успехи в учёбе.

### Конструктивистский подход
Конструктивизм — это категория теории обучения, в которой акцент делается на деятельность и предварительное знание и опыт учащегося, а также, зачастую, и на социальные и культурные факторы процесса обучения. Специалисты по педагогической психологии различают индивидуальный (или психологический) конструктивизм, определённый теорией когнитивного развития Жана Пиаже, от социального конструктивизма. Наибольшее влияние на последнее понятие оказала работа Льва Выготского по социокультурному обучению, описывающая, как взаимодействия со взрослыми, более способными ровесниками и когнитивными инструментами усваиваются и образуют психические конструкции. Развивая теорию Выготского, Джером Брунер и другие психологи разработали важное понятие образовательных лесов — метода обучения, когда социальное или информационное окружение предоставляет ученику поддержки, или «опоры», которые постепенно убираются по мере их усвоения.

## Роль мотивации
Мотивация — это внутреннее состояние, которое включает, направляет и поддерживает поведение. Исследования мотивации в рамках педагогической психологии сосредоточены на понятиях волевого акта или силы воли (которые учащиеся прилагают к решению задачи), уровня их заинтересованности и внутренней мотивации, личных целей (которые направляют их поведение) и суждений о причинах их успехов или неудач. В то время как внутренняя мотивация касается видов деятельности, которые подкрепляют сами себя, внешняя мотивация управляется результатом или наказанием.
Вариант теории атрибуции, разработанный Бернардом Вайнером, описывает, как суждения студентов о причинах успехов и неудач в учёбе влияют на их эмоции и мотивацию. Например, когда студенты приписывают неудачам отсутствие способностей, а способность воспринимается ими как неконтролируемая, они испытывают эмоции стыда и смущения, а в последующем уменьшают усилия и показывают худшие результаты. И наоборот, когда обучающиеся объясняют неудачи недостатком старания, а старание воспринимается ими как контролируемое, они испытывают эмоцию вины, а в дальнейшем прилагают бо́льшие усилия и показывают лучшие результаты.
Мотивационные теории объясняют также, как цели учащихся влияют на видение учебных задач. Для студентов, имеющих цели мастерства (англ. mastery goals), характерно стремление повысить свои способности и знания. Те, кто обладают целями приближения работоспособности (англ. performance-approach goals), стремятся получить высокие оценки и ищут возможности показать свои умения. Те, кто обладают целями избегания работоспособности (англ. performance-avoidance goals), управляются страхом перед неудачей и избегают ситуаций, демонстрирующих их умения. Исследования показали, что цели мастерства связаны с такими позитивными явлениями, как стойкость перед лицом неудачи, предпочтение сложных задач, творчество, внутренняя мотивация и др. Цели избегания работоспособности сопряжены с негативными являниями, например, слабой концентрацией внимания в учёбе, дезорганизованным обучением, меньшей степенью саморегуляции, поверхностной переработкой информации и страхом перед проверочными работами. Цели приближения работоспособности сопряжены, в основном, с позитивными явлениями, однако имеются и негативные: например, нежелание принимать помощь и поверхностная переработка информации.
Локус контроля играет заметную роль для поддержания высокой успеваемости учащихся. В 1970-х и 80-х годах Кассандра Уайт провела значительные педагогические исследования по связи локуса контроля с успеваемостью студентов, выполнявших курсовые работы. Значительная часть её исследований и публикаций сосредоточена на теориях Джулиана Роттера, касающихся важности внутреннего контроля и успеваемости. Уайт выяснила, что студенты, которые считали, что более высокие учебные результаты могут быть достигнуты большими усилиями, а не благодаря удаче или случаю, добивались лучших оценок. Это показывает, как важно проводить обучение и консультации по данному вопросу.